# Алексеевский, Вадим Всеволодович
Вадим Всеволодович Алексеевский (1917—2005) — советский и армянский учёный-энергетик, специалист в области электротехники, доктор технических наук, профессор, член-корреспондент АН Армянской ССР (1960), действительный член НАН Армении (1996). Заслуженный деятель науки и техники Армянской ССР (1967). Лауреат Государственной премии Армянской ССР в области науки и техники (1988).

## Биография
Родился 1 октября 1917 в Харькове, Украинской ССР.
С 1936 по 1941 год обучался в Московском энергетическом институте, который окончил с отличием. С 1939 одновременно с обучением в институте работал на Московском рентгеновском заводе.
С 1941 года на научно-исследовательской работе во ВНИИЭМ и в 1949 году в этом же институте закончил аспирантуру. С 1949 по 1965 год на производственной работе на Армэлектрозаводе имени В. И. Ленина в должности главного инженера. С 1965 по 1978 год — директор ВНИИ комплексного электрооборудования, занимался организацией разработок в области систем и аппаратов автономного электропитания специального назначения и электрических машин.
С 1978 по 2003 год на педагогической работе в Ереванском политехническом институте в должности заведующего кафедрой электрических аппаратов электротехнического факультета. Помимо основной деятельности являлся членом бюро отделения физико-технических наук и механики Академии наук Армянской ССР.

### Научно-педагогическая деятельность и вклад в науку
Основная научно-педагогическая деятельность В. В. Алексеевского была связана с вопросами в области электротехники, а так же исследование и проектирование электрооборудования и автоматических средств и механизмов нового типа. В. В. Алексеевский являлся членом Учёного совета и председателем специализированного совета по присуждению учёных степеней Ереванского политехнического института, так же являлся почётным членом Армянской инженерной академии.
В 1949 году защитил кандидатскую диссертацию, в 1974 году защитил докторскую диссертацию на соискание учёной степени доктор исторических наук. В 1977 году ему присвоено учёное звание профессор. В 1960 году был избран член-корреспондентом АН Армянской ССР, а в 1996 году — действительным членом НАН Армении.  Г. А. Аветисян было написано более ста научных работ, в том числе  монографий.

## Награды, звания и премии
- Орден Ленина
- Орден Октябрьской революции
- Государственная премия Армянской ССР (1975)
- Заслуженный деятель науки и техники Армянской ССР (1967)[1][2]